# Берглен
Берглен (њем. Berglen) општина је у њемачкој савезној држави Баден-Виртемберг. Једно је од 31 општинског средишта округа Ремс-Мур. Према процјени из 2010. у општини је живјело 6.143 становника. Посједује регионалну шифру (AGS) 8119089.

## Географски и демографски подаци
Берглен се налази у савезној држави Баден-Виртемберг у округу Ремс-Мур. Општина се налази на надморској висини од 308 метара. Површина општине износи 25,9 km². У самом мјесту је, према процјени из 2010. године, живјело 6.143 становника. Просјечна густина становништва износи 237 становника/km².